# Alsfeld
Alsfeld är en stad i Vogelsbergkreis i Regierungsbezirk Gießen i förbundslandet Hessen i Tyskland.
De tidigare kommunerna Angenrod, Billertshausen, Eifa, Elbenrod, Eudorf, Fischbach, Heidelbach, Leusel, Münch-Leusel, Reibertenrod och Schwabenrod uppgick i Alsfeld  31 december 1971 och Berfa, Hattendorf, Liederbach och Lingelbach 1 augusti 1972.